# Descanso insolitus
Descanso insolitus là một loài nhện trong họ Salticidae.
Loài này thuộc chi Descanso. Descanso insolitus được Arthur Merton Chickering miêu tả năm 1946.